# Le Bellay-en-Vexin
Le Bellay-en-Vexin è un comune francese di 249 abitanti situato nel dipartimento della Val-d'Oise nella regione dell'Île-de-France.

## Società

### Evoluzione demografica
Abitanti censiti